# Karsibór

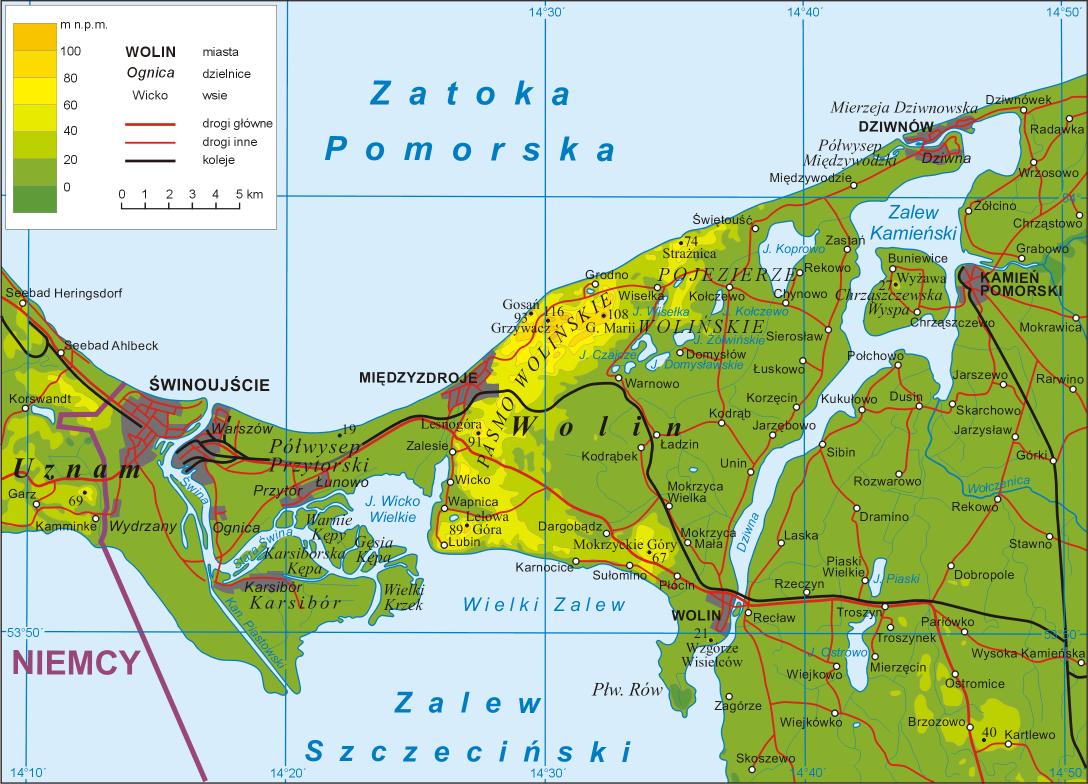
Bản đồ

Karsibór (tiếng Đức: Kaseburg) là một hòn đảo ở Lagoon Oder, Ba Lan, được tạo ra bởi các cắt của Kaiserfahrt kênh mà tách nó ra khỏi đảo Usedom. Hòn đảo được đặt theo tên ngôi làng lớn nhất của nó (hiện là một phần của thị trấn Świnoujście (Swinemünde)).
Năm 1880, kênh Kaiserfahrt được mở ra cung cấp tuyến đường thủy với độ sâu 10 mét (33 ft) kết nối đầm phá với Biển Baltic đi qua phần phía đông của nhánh Swina (Alte Swine) của sông Oder, cho phép các tàu lớn nhanh hơn và an toàn hơn vào đầm phá và cảng biển Szczecin (Stettin) so với sông tự nhiên.
Kênh dài khoảng 12 km (7,5 mi) và sâu 10 mét (33 ft), được Đế quốc Đức  đào từ năm 1874 đến 1880, dưới triều đại của Kaiser Wilhelm đầu tiên (1797 - 1888) sau khi được đặt tên.
Theo các điều khoản của Thỏa thuận Potsdam, sau năm 1945, các thành phố cảng Stettin và Swinemünde cũ của Đức ở bờ tây sông Oder đã được chuyển sang Ba Lan, sau đó đổi tên thành kênh đào sau triều đại Piast.

## Hình ảnh

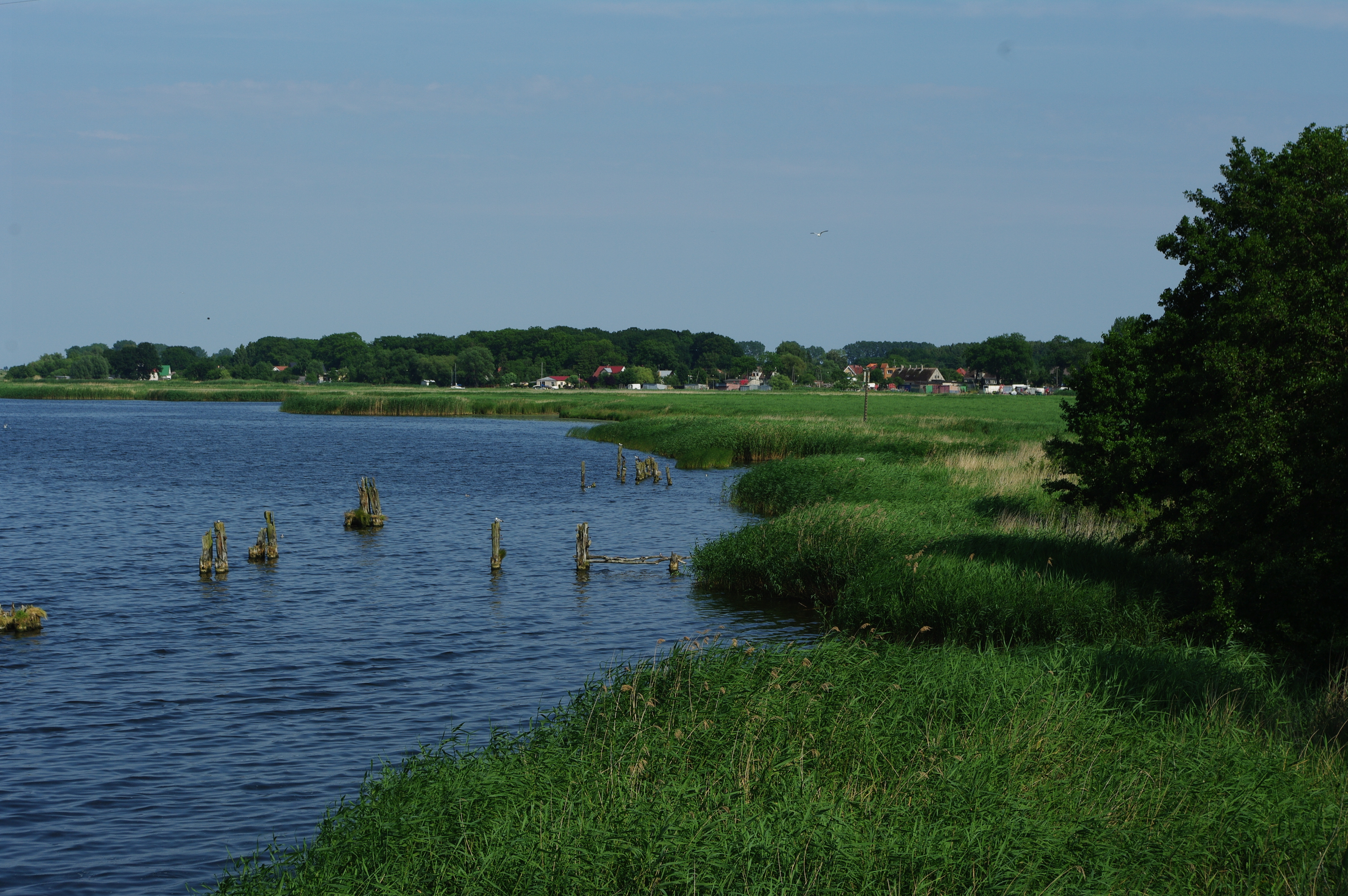
Đảo Karsibór, nhìn từ Cầu Piast
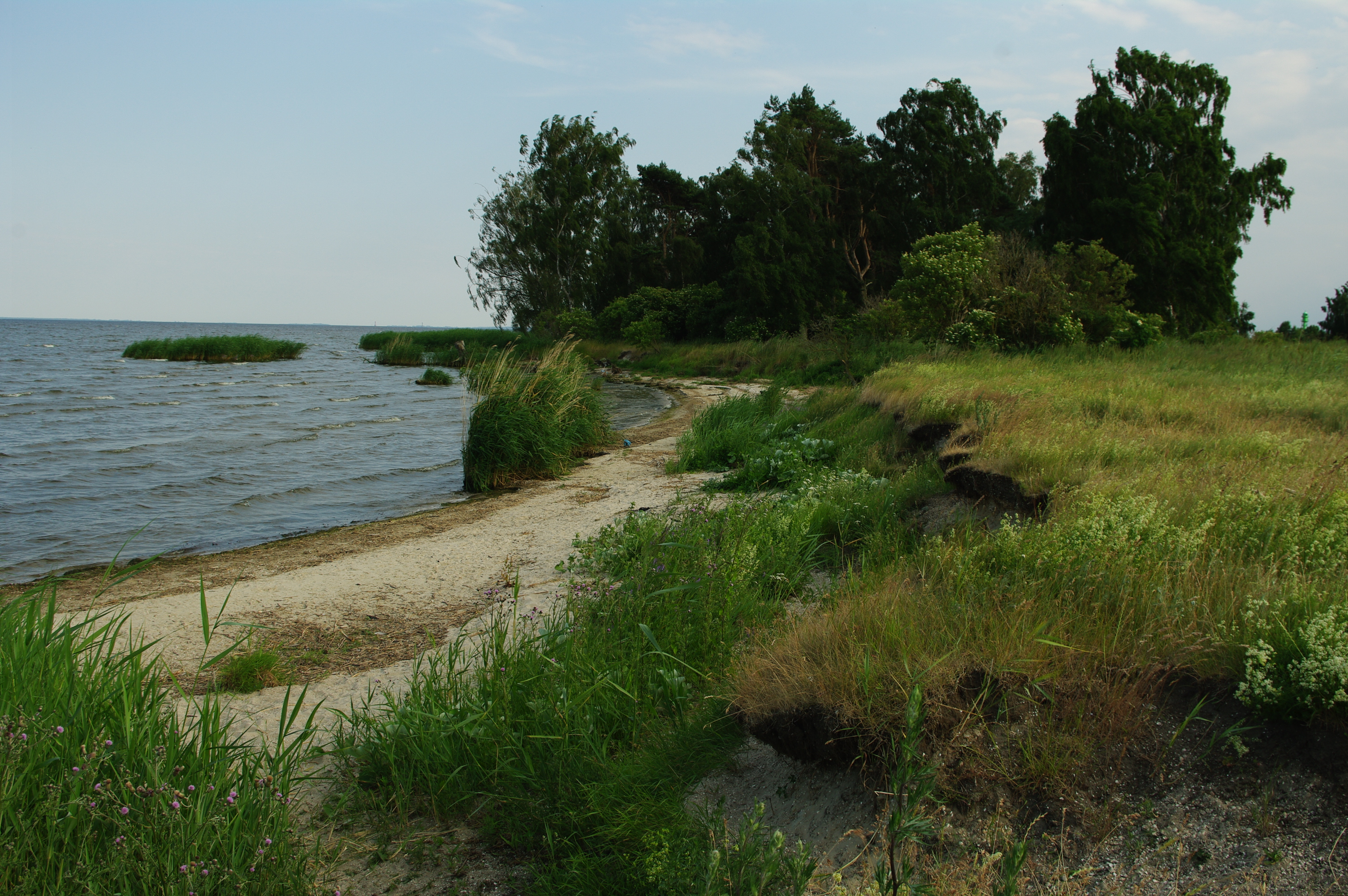
Đầm phá Szczecin
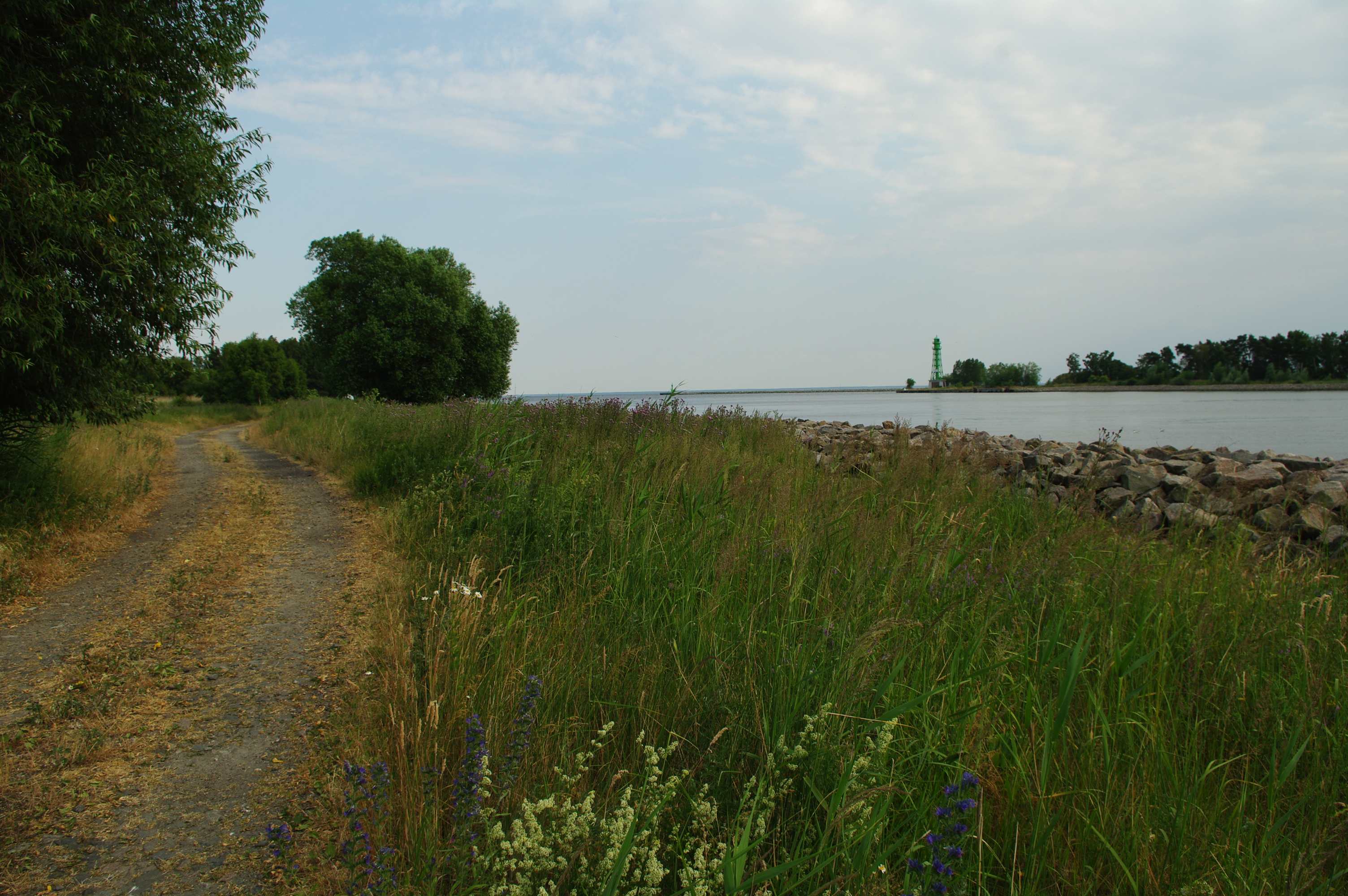
Kênh đào
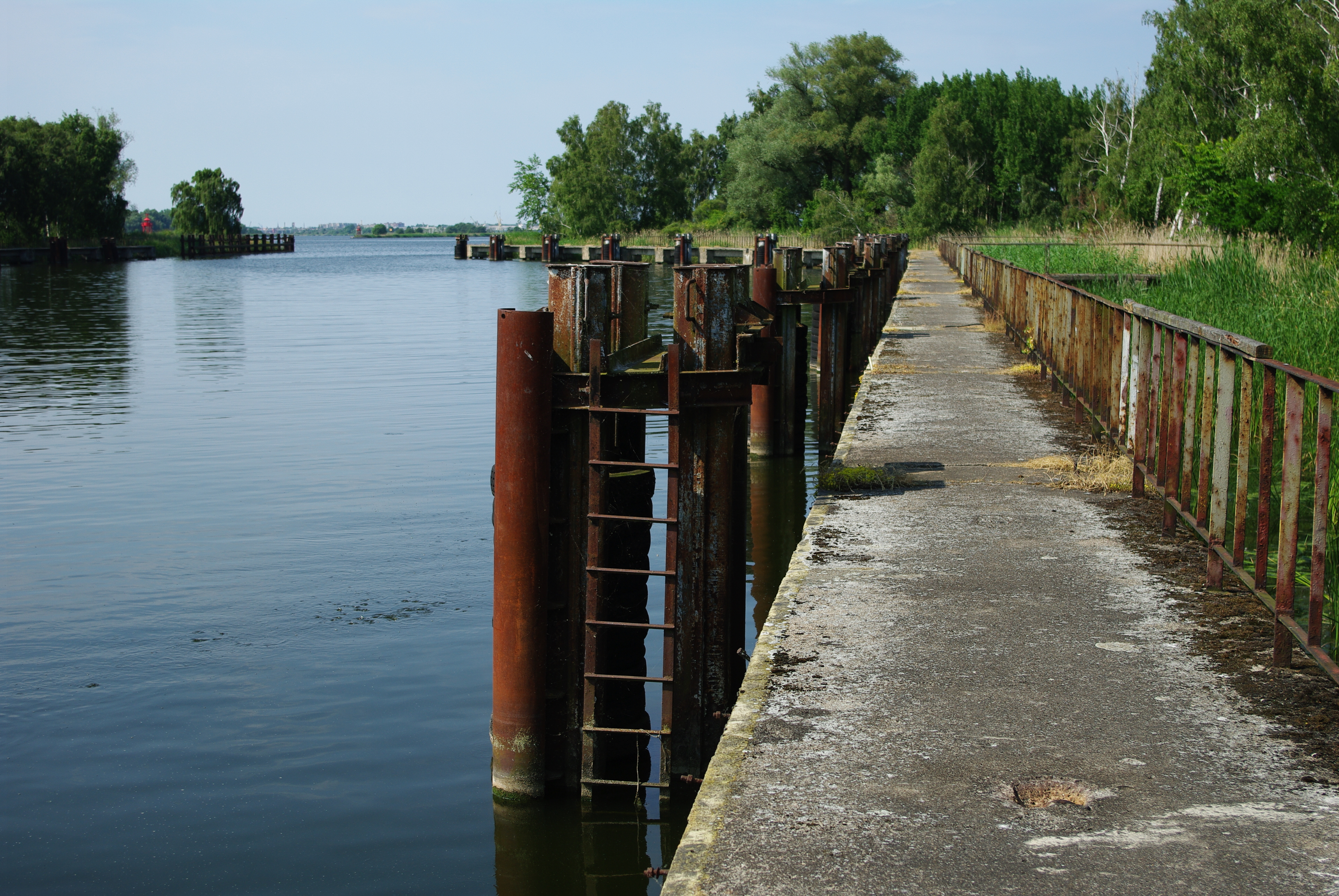
Cảng U-Boot